# Morindon
Morindon ist ein Anthrachinon-Farbstoff und kommt als Aglycon verschiedener Glycoside natürlich vor. Es ist isomer zu Archin.

## Vorkommen

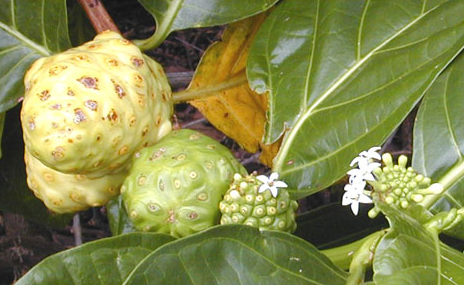
Nonibaum

Morindon kommt als Aglycon verschiedener Glycoside natürlich vor, insbesondere Morindin (mit Primverose) in verschiedenen Morinda-Arten (z. B. dem Nonibaum), aber auch mit Rutinose in Coprosma australis und mit Gentiobiose in Morinda tinctoria.

## Eigenschaften
Morindon geht verschiedene Farbreaktionen ein, mit Eisen(III)-chlorid bildet sich eine schwarz-grüne Färbung, mit Schwefelsäure zunächst blau, dann purpur, dann gelb-rot. Es ist ein Inhibitor der Topoisomerase II.

## Gewinnung und Darstellung
Morindon kann durch Hydrolyse von Morindin mit Salzsäure in Ethanol am Rückfluss gewonnen werden. Eine Synthese ist auch ausgehend von Opiansäure und 4-Brom-2-methylphenol möglich.